# Marvin Barnes
Marvin Jerome Barnes (ur. 27 lipca 1952 w Providence, zm. 8 września 2014 tamże) – amerykański koszykarz, występujący na pozycji skrzydłowego, uczestnik spotkań gwiazd ABA, wybrany do drugiego składu najlepszych zawodników ligi, debiutant roku, po zakończeniu kariery zaliczony do składu najlepszych zawodników w historii ligi ABA (ABA's All-Time Team - 1997).

## Osiągnięcia

### NCAA
- Uczestnik:
  - NCAA Final Four (1973)
  - rozgrywek Sweet 16 turnieju NCAA (1973, 1974)
  - turnieju NCAA (1973–1974)
- Lider NCAA w zbiórkach (1974)[3]

### ABA
- Debiutant Roku ABA (1975)[4]
- 2-krotny uczestnik meczu gwiazd ABA (1975, 1976)[1]
- Wybrany do II składu ABA (1975)[4]
- Zaliczony do:
  - I składu debiutantów ABA (1975)[5]
  - składu najlepszych zawodników w historii ligi ABA (ABA's All-Time Team - 1997)[6]

### Reprezentacja
- Mistrz Uniwersjady (1973)[7]